# Площадь Чапаева (Новочеркасск)
Площадь Чапа́ева — одна из площадей в Новочеркасске Ростовской области. Свое название получила в честь Василия Ивановича Чапаева. В XXI веке практически вся территория площади отведена под сквер.

## Описание
Площадь Чапаева принимает форму треугольника небольших размеров. По соседству с площадью находится окончание Михайловской улицы и улицы Энгельса. Согласно городским планам, которые датированы 1895 и 1906 годами, на этой площади в то время не были отмечены деревья и какие-либо постройки. Первоначальное название площади — Кадетская. Такое же название в то время было у улицы Кривошлыкова, которая отходит в сторону от площади Чапаева. Когда-то и площадь и улица были названы в связи с близким размещением кадетского корпуса, от которого сейчас сквер отделен кирпичной стеной. На территории современного сквера сейчас находится много скамеек и старых насаждений деревьев. По состоянию на весну 2015 года, состояние места неудовлетворительное — он нуждается в уходе и в уборке, на территории сквера много битого стекла, листьев и различного мусора. Площадь Чапаева окружают одноэтажные дома и участки с хорошим озеленением.